# Genevieve Hannelius

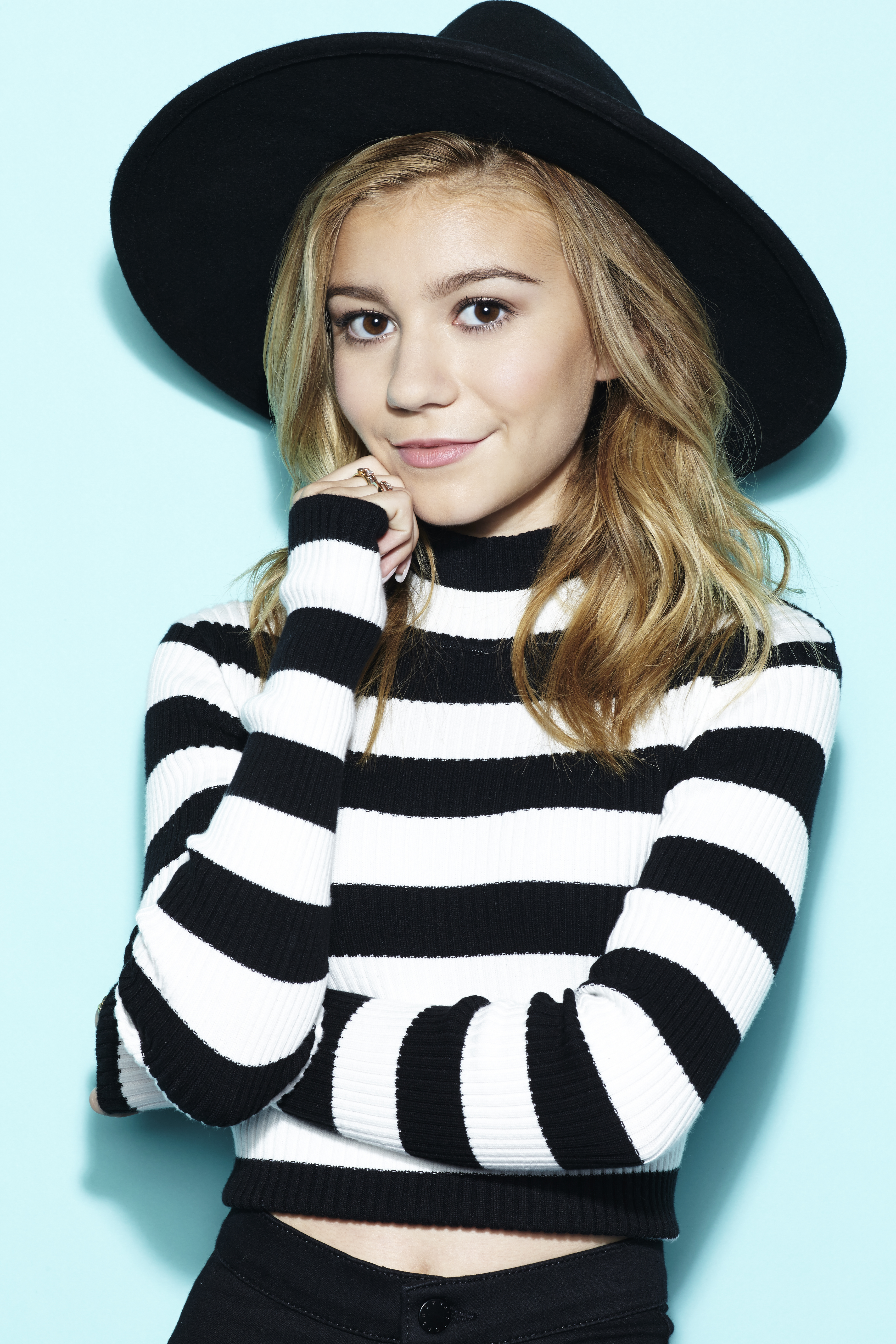
Genevieve Hannelius (2014)

Genevieve Knight Hannelius (* 22. Dezember 1998 in Boston, Massachusetts; oft auch nur G. Hannelius) ist eine US-amerikanische Schauspielerin und Synchronsprecherin.

## Filmografie (Auswahl)

### Filme
- 2009: Black & Blue als Zoe
- 2010: Mein Bruder, die Pfadfinderin! (Den Brother)
- 2010: Santa Pfotes großes Weihnachtsabenteuer (The Search for Santa Paws)
- 2020: Day 13
- 2022: Because Of You (Along for the Ride)

### Serien
- 2009: Surviving Suburbia (13 Folgen)
- 2009: Hannah Montana (Folge 3x16)
- 2009: Rita Rockt (Rita Rocks, 5 Folgen)
- 2009: Leo Little’s Big Show (15 Folgen)
- 2009–2010: Sonny Munroe (Sonny with a Chance, 6 Folgen)
- 2010: Love Bites (Folge 1x06)
- 2010–2011: Meine Schwester Charlie (Good Luck Charlie, 4 Folgen)
- 2011: Tripp’s Rockband (I'm in the Band, Folge 2x03)
- 2012–2015: Hund mit Blog (Dog with a Blog, 70 Folgen)
- 2014: Jessie (Folge 3x11)
- 2016: Roots (Folge 1x02)
- 2017: American Vandal (6 Folgen)
- 2019: Timeline (8 Folgen)

### Synchronsprecherrollen
- 2011: Spooky Buddies – Der Fluch des Hallowuff-Hunds (Spooky Buddies) als Rosebud
- 2012: Treasure Buddies – Schatzschnüffler in Ägypten (Treasure Buddies) als Rosebud
- 2012: Santa Pfote 2 – Die Weihnachts-Welpen (Santa Paws 2: The Santa Pups) als Charity
- 2013: Super Buddies als Rosebud
- 2014: Fish Hooks als Amanda
- 2016–2018: Future-Worm! Fernsehserie, 5 Folgen als Ruby